# ابوالقاسم خردجو
ابوالقاسم خردجو (۱۲۹۴–۱۳۶۵) از مدیران بانکی ایرانی بود. وی از سال ۱۳۳۹ تا ۱۳۵۷ مدیر عامل بانک توسعه صنعتی و معدنی ایران بود. تحت رهبری او، این بانک بیشتر سرمایهٔ خود را از بازارهای بین‌المللی جذب می‌کرد. او همچنین نایب رئیس صندوق معادن ایران بود.
خردجو در سال ۱۲۹۴ در یک خانواده مذهبی و بازاری در اصفهان متولد شد. تحصیلات خود را در مدرسه دارالفنون، دانشسرای عالی و مدرسه اقتصاد لندن در حسابداری انجام داد. در دوره نخست وزیری محمد مصدق، به همراه هیئت خلع ید به آبادان اعزام شد و یک سال به عنوان کارشناس خبره مالی در شرکت نفت مشغول بود. پس از کودتای ۱۳۳۲ در دوره ریاست ابوالحسن ابتهاج به مدت یک سال در سازمان برنامه و بودجه کار کرد و سپس دوباره در شرکت نفت مشغول به کار کرد. از پاییز سال ۱۳۳۵ تا سال ۱۳۳۹ در بانک جهانی در واشینگتن کار کرد. پس از تأسیس بانک توسعه صنعتی و معدنی ایران در سال ۱۳۳۸ قرارداد خیلی از مدیران و رؤسای ادارات بانک که خارجی بودند در سال ۱۳۳۹ تمام شد سازمان برنامه از خردجو دعوت کرد مدیریت بانک توسعه صنعتی و معدنی ایران را بر عهده بگیرد. او با پذیرفتن این دعوت یک تیم تکنوکرات و متخصص تشکیل داد تا ۱۳۵۷ این منصب را بر عهده داشت. او درگیر سیاست نبود و علاقه اش توسعه صنعتی بود. او بر این باور بود که بالا بردن سطح زندگی، رفاه اجتماعی و بهبود وضع اقتصادی مردم منجر به افزایش آگاهی آنها می‌شود. او به شیوه حکومت محمدرضاشاه انتقاد داشت. خردجو همچنین منتقد جمشید آموزگار بود که در دوره نخست وزیری او نارضایتی‌ها از کنترل خارج شد. او آموزگار را به خاطر نداشتن بینش سرزنش می کرد. به اعتقاد او آموزگار هر مقداری را صرف خریدهای نظامی می کرد ولی با وجود منابع گسترده نفتی اصرار به مالیات گرفتن از فقرا داشت که نارضایتی ایجاد می کرد و این سیاست ها نهایتا به انقلاب انجامید. خردجو دستگیر نشدنش بعد از انقلاب را مرهون دوستیش با بازرگان می دانست. او از طریق قاچاقچی ها از مرز ترکیه فرار کرد و در تابستان ۱۳۶۵ در واشینگتن در گذشت و در همان‌جا مدفون شد.
بنا بر اسناد سفارت بریتانیا در سال‌های دهه ۴۰ «مهدی سمیعی در مقام ریاست بانک مرکزی ایران، علینقی عالیخانی وزیر اقتصاد، ابوالقاسم خردجو در سمت رئیس بانک صنعتی معدنی و صفی اصفیا در جایگاه رئیس سازمان برنامه‌وبودجه هماهنگی حیرت‌انگیزی را از خود به نمایش گذاشتند».
همگنان وی او را یکی از درستکارترین، موشکاف‌ترین، باوجدان‌ترین و آگاه‌ترین مدیران امور مالی نسل خود می‌دانستند.